# Benjamin Constant, Amazonas
Benjamin Constant là một đô thị thuộc bang Amazonas, Brasil. Đô thị này có diện tích 8793,43 km², dân số năm 2007 là 26520 người, mật độ 3,02 người/km².